# 欧洲E29公路
欧洲E29公路（E29）是欧洲的一条国际公路，起点为德国科隆，经过卢森堡，终点为法国萨尔格米纳，全长约323公里。

## 线路
欧洲E29公路穿过以下主要城市：

- 德国：科隆
- 卢森堡：卢森堡市
- 德国：萨尔布吕肯
- 法国：萨尔格米纳